# Zhantemir Soblirov
Zhantemir Soblirov (en ruso, Соблиров Жантемир Хазреталиевич) (n. Moscú, Rusia, 23 de diciembre de 1994) es un futbolista ruso. Se desempeña como mediocampista y actualmente milita en el FK Spartaks Jūrmala de la Virslīga.

## Clubes
| Club                | País     | Año               |
| ------------------- | -------- | ----------------- |
| FK Kruoja Pakruojis | Lituania | 2013              |
| FK Spartaks Jūrmala | Letonia  | 2014 - Actualidad |